# Sajatbek Okasow
Sajatbek Okasow (kaz. Саятбек Оқасов; ur. 7 listopada 1991) – kazachski zapaśnik walczący w stylu wolnym. Zajął 24 miejsce na mistrzostwach świata w 2014. Brązowy medalista igrzysk azjatyckich w 2018. Wicemistrz Azji w 2019. Siódmy w Pucharze Świata w 2018 i jedenasty w 2013. Mistrz Azji juniorów w 2009 roku.